# Zhang Zhiting
Zhang Zhiting (chinês: 张芷婷; Xangai, 21 de dezembro de 1995) é uma jogadora chinesa de basquete profissional que atualmente joga pelo Shanghai Swordfish da Associação Chinesa de Basquetebol Feminino.
Ela conquistou a medalha de bronze nos Jogos Olímpicos de Verão de 2020 na disputa 3x3 feminino com a equipe da China, ao lado de Wan Jiyuan, Wang Lili e Yang Shuyu.